# Vedresháza megállóhely
Az egykori Szeged-Karlova vasútvonal (835) megállóhelye volt, 1920 után a Szeged-Vedresháza viszonylatra rövidült vonal egyvágányos fejvégállomása volt, Tiszaszigettől délre, a Gyálára vezető műút mellett, a szerb-magyar határ közelében.
A végállomáson kitérővágány és körüljárási lehetőség nem volt. A vedresházi vonal 1959. október 1-i bezárásával a megállóhely megszűnt, a vágányokat 1961-ben elbontották.
Az egykori felvételi épület sokáig lakóházként funkcionált, ma már elhagyatott.